# Ein Sommernachtstraum in unserer Zeit
Ein Sommernachtstraum in unserer Zeit è un film muto del 1914 scritto e diretto da Stellan Rye.

## Produzione
Il film fu prodotto dal
Venne girato nei Bioscop-Atelier di Neubabelsberg, a Potsdam.

## Distribuzione
In Germania, il film fu presentato al Palais Fürstenberg di Berlino il 15 marzo 1914 .
Non si conoscono copie ancora esistenti della pellicola e il film viene considerato presumibilmente perduto.